# Никольская (Ростовская область)
Никольская — слобода в Миллеровском районе Ростовской области. Входит в состав Ольхово-Рогского сельского поселения.
Численность жителей: 741 человек.

## География

### Улицы
- ул. Вербовая,
- ул. Молодёжная,
- ул. Речная,
- ул. Российская,
- ул. Центральная,
- ул. Школьная.

## История
Изначально слобода Никольская называлась «посёлок Свинной», второе название — Николо-Покровская слобода — получено по построенной церкви.

## Население
| 2010 |
| ---- |
| 660  |

## Достопримечательности
- Церковь Покрова Пресвятой Богородицы. В январе 1848 года помещица Меланья Степановна Кутейникова подала прошение архиепископу Донскому и Новочеркасскому Иоанну, о постройке Покровской церкви. Спустя 5 лет было начато строительство, а в 1855 году храм освятили в честь Покрова Божией Матери. Через 30 лет стала работать церковно-приходская школа. Церковь была тесной, но изготовленной из качественных материалов. Единственное, к чему могли быть замечания – это к колокольне над папертью, в которой в начале XX века была обнаружена трещина. В конце 1930-х церковь была закрыта, в 1944 году – возобновила свою работу, и функционировала вплоть до 1962 года. Затем здание стало собственностью совхоза «Курский», в нём хранилось зерно и сено. Покровская церковь находится на определённом расстоянии от слободы Никольской. Чтобы до неё добраться, необходимо преодолеть песчаный брод и перейти реку Калитву. Располагается церковь посреди поля, на меловых и глиняных холмах. Колокольня у церкви плотная, созданная в шатровом стиле Древней Руси. В 1992 году были попытки возродить церковь, но они не дали результата. Храм был в запустении до начала XX века, затем его стали восстанавливать. Вокруг строения создали металлическую ограду и посадили ряд деревьев. Через реку Калитву сделали мостик. Внутри помещение церкви было так же облагорожено. Появились деревянные полы, притворы (северный и южный) забетонированы. Алтарь был побелен и оштукатурен. 1 марта 2005 года приход слободы Никольской стал подворьем Свято-Покровского монастыря, который расположен в Верхнемакеевке[3].
- Развалины барского дома – остатки строения, которое раньше было неподалёку от Никольской церкви. Дом был построен из пилёного мела, сейчас от него остались лишь подвалы, ограды и рвы.
- Скифский курган, который расположен неподалёку от слободы Никольской по правому берегу реки Калитвы. Его отличает большая высота и ширина. Во времена СССР на поляне под курганом устраивались концерты артистов.
- Два источника. Один из них носит название «Говорящего», другой «Солёного». Грязи одного из источников считаются целебными у местного населения[3].